# Syma
Genre
Cet article concerne l’oiseau d’Asie du Sud-Est et d’Océanie. Pour l’opérateur français de téléphonie mobile, voir Syma Mobile. Pour la salle omnisports à Budapest, voir SYMA Sport and Events Centre.
Syma est le nom d'un genre de martins-chasseurs vivant en Indonésie, en Papouasie-Nouvelle-Guinée et dans le nord-est de l'Australie (Péninsule du cap York).

## Taxinomie
La position systématique est parfois débattue. Il est parfois placé dans le genre Halcyon. La différence principale, bien que minime, vient de l'extrémité du bec qui est finement dentelé.

## Liste d'espèces
D'après la classification de référence (version 2.2, 2009) du Congrès ornithologique international (ordre phylogénique) :
- Syma torotoro – Martin-chasseur torotoro
- Syma megarhyncha – Martin-chasseur montagnard